# Christian Friedrich Göthel

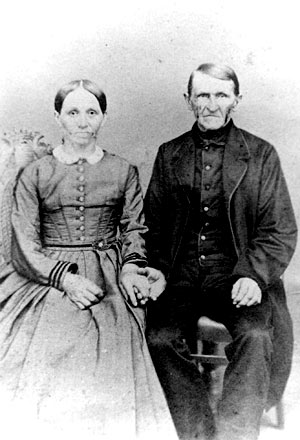
Christian Friedrich Göthel und seine Ehefrau Christiane Sophie (Altersbild)

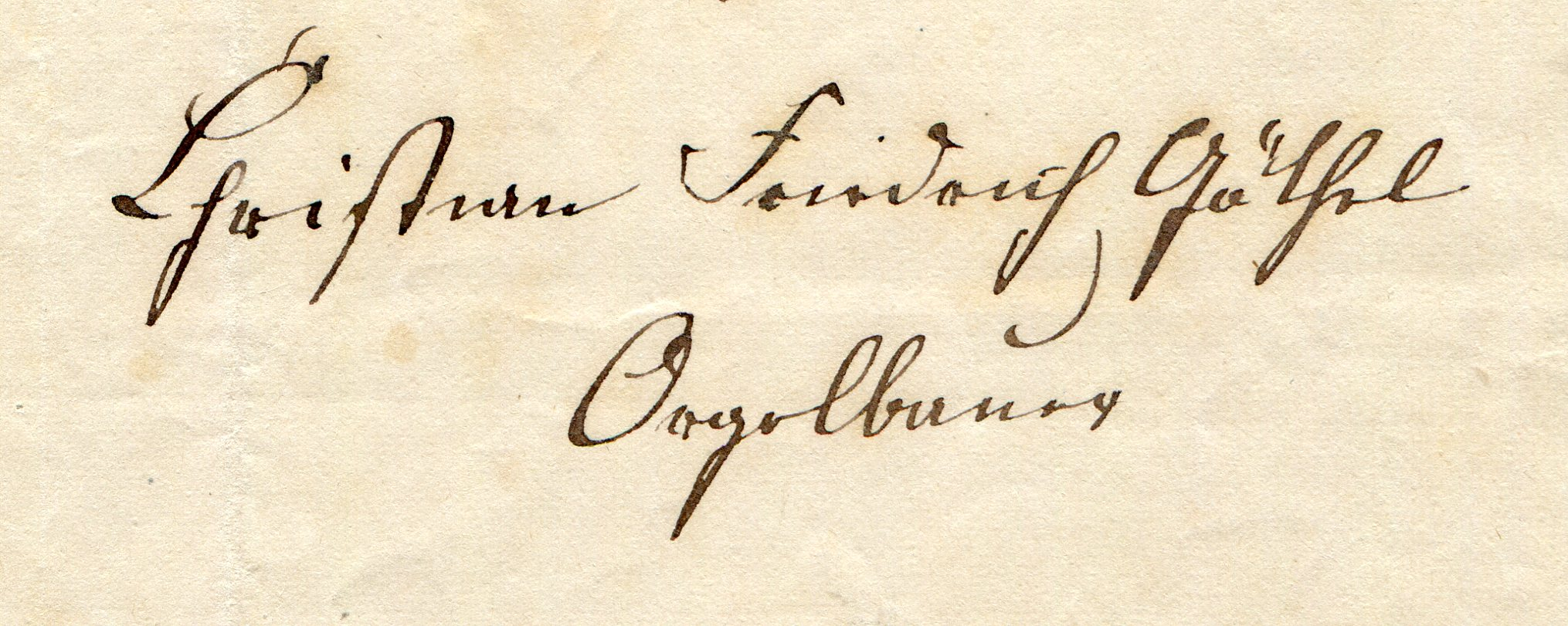
Autograph von Göthel im Pfarrarchiv Grünlichtenberg (1865)

Christian Friedrich Göthel (* 6. August 1804 in Borstendorf; † 13. November 1873 ebenda) war ein deutscher Orgelbauer.

## Leben und Werk

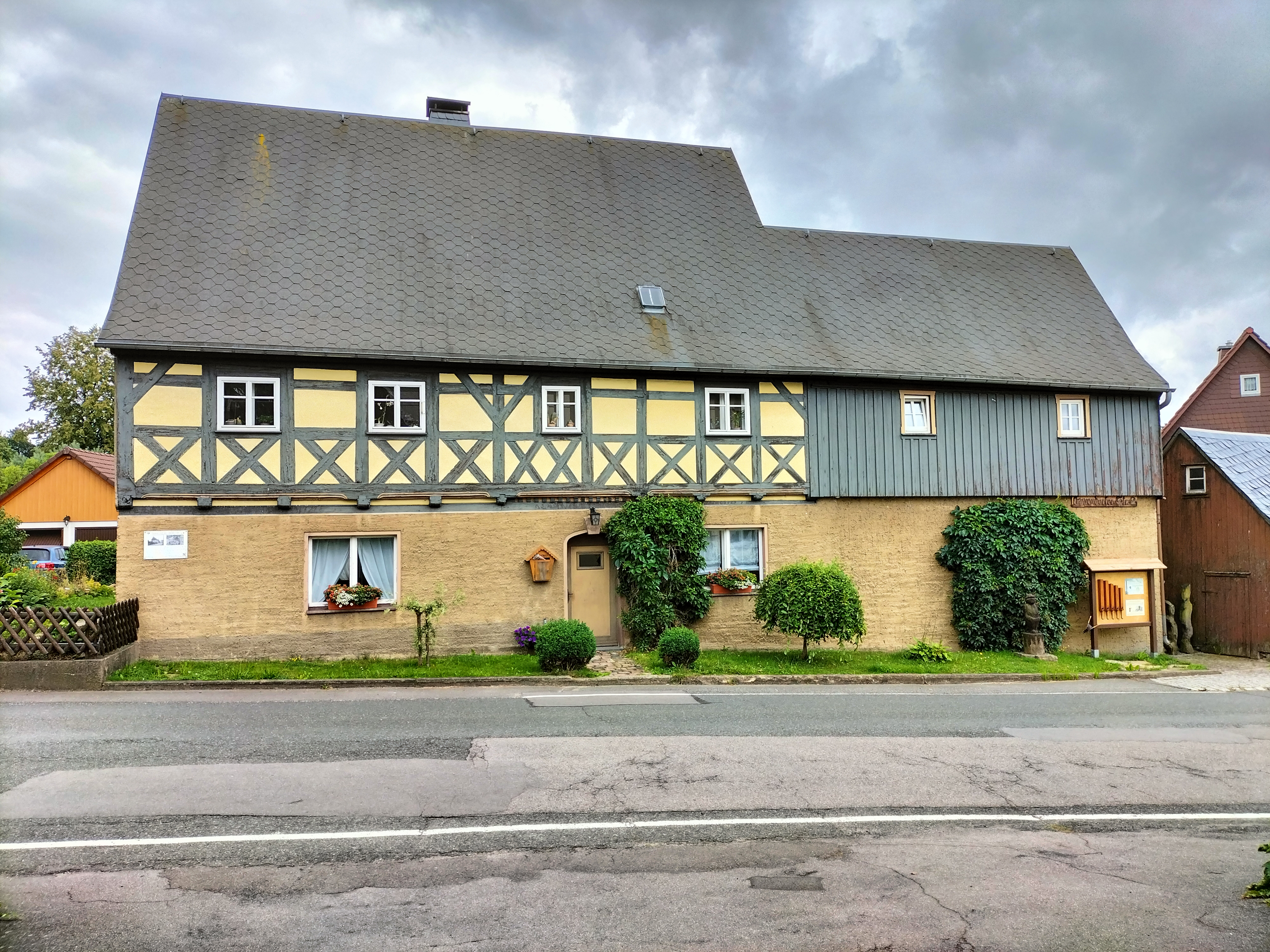
Wohnhaus und Werkstatt von Christian Friedrich Göthel in Borstendorf, 2023

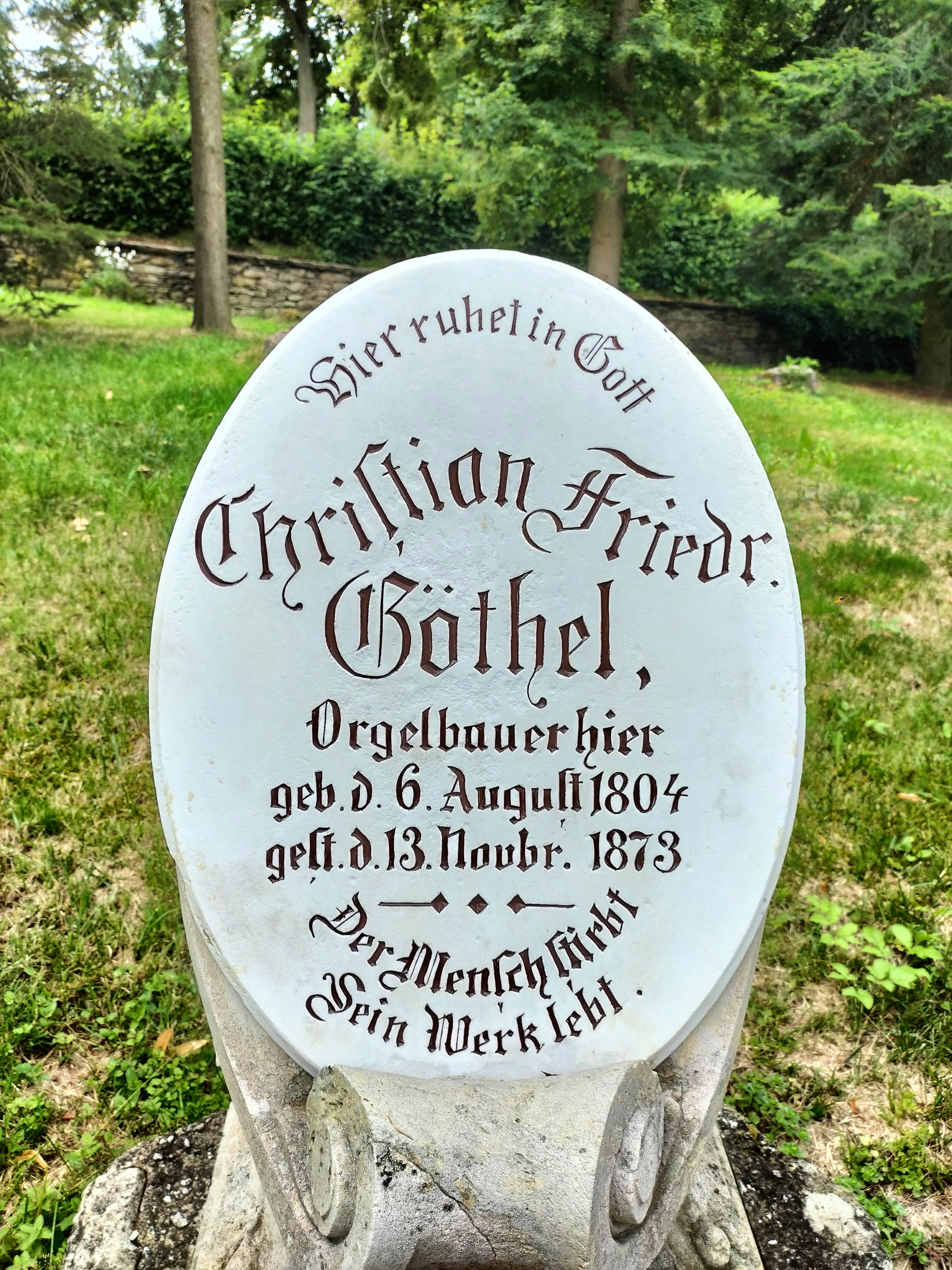
Grabdenkmal Christian Friedrich Göthel auf dem Friedhof Borstendorf

Göthel entstammt einer Instrumentenbauerfamilie. Sein Vater Friedrich Göthel (1759–1850) stellte u. a. Geigen und andere kleine Musikinstrumente bis hin zu Drehorgeln her. Sein Sohn betrieb in seinem Heimatdorf Borstendorf ein Orgelbauwerkstatt. Er erlernte nicht professionell den Orgelbau, sondern erwarb sich seine Kenntnisse durch genaue Eigenstudien der Orgeln Gottfried Silbermanns. Von 1830 bis 1873 ist er als selbstständiger Orgelbauer nachweisbar. Seine erste Orgel lieferte er 1839 für einen Kaufpreis von 1400 Talern an die Kirche in Großwaltersdorf. Bei diesem Orgelneubau war sein Bruder Gottlob Friedrich Göthel (1806–2. November 1840) beteiligt, der aber während der Arbeiten starb.
Auf dem örtlichen Friedhof von Borstendorf erinnert das erhaltene Grabmal mit der Inschrift „Der Mensch stirbt. Sein Werk lebt.“ an Christian Friedrich Göthel. Weiterhin wurde ein Weg in der Nähe seiner einstigen Werkstatt nach ihm benannt.

## Werkverzeichnis (Neubauten)

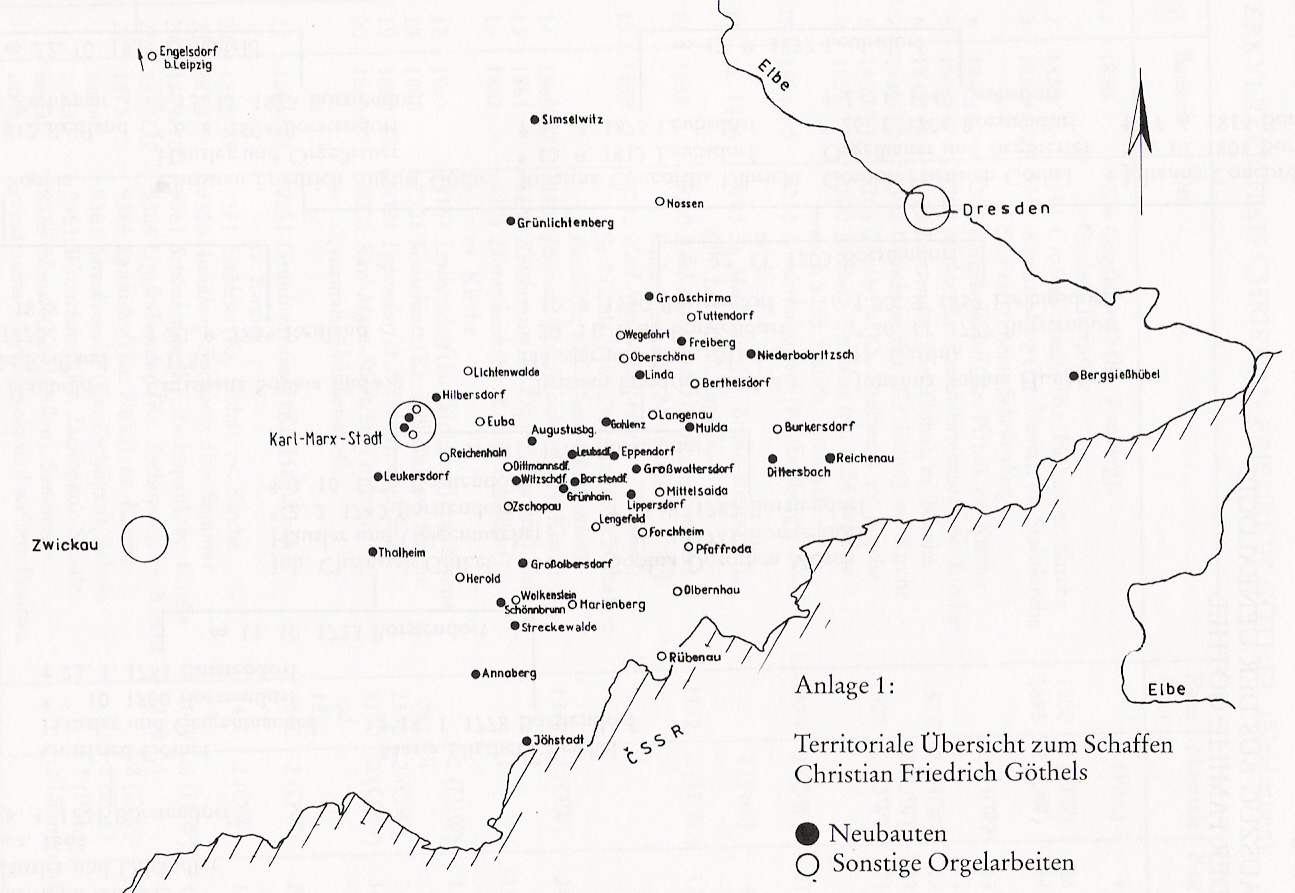
Übersichtskarte zum Wirken Göthels

Von den 26 von Göthel errichteten Orgeln sind 14 im Bereich der Landeskirche Sachsen erhalten. Der Schwerpunkt seines Wirkens lag im mittleren und östlichen Erzgebirge.
Göthel baute noch mindestens 3 Drehorgeln und weitere Positive.
| Jahr      | Opus | Ort                              | Gebäude                         | Bild                                                                   | Manuale | Register | Bemerkungen |
| --------- | ---- | -------------------------------- | ------------------------------- | ---------------------------------------------------------------------- | ------- | -------- | --- |
| 1830      | 1    | Großschirma                      | Bethaus „Grube Churprinz“       | Positiv Christian Friedrich Göthel, Museum Alte Priesterhäuser Zwickau | I       | 4        | Positiv, heute Städtische Museen Zwickau                                                                          |
| 1839–1841 | 2    | Großwaltersdorf                  | Ev.-luth. Kirche                | Göthel-Orgel in der "Uhlig-Kirche" Großwaltersdorf                     | II/P    | 23       | Orgel erhalten |
| 1843–1845 | 3    | Schellenberg, heute Augustusburg | Ev.-luth. Stadtkirche St. Petri |                                                                        | II/P    | 34       | größte Orgel, verbrannt                                                                                           |
| 1846      | 4    | Berggießhübel                    |                                 |                                                                        | II/P    | 13       | nicht erhalten |
| 1846      | 5    | Mulda                            |                                 |                                                                        | I/P     | 11       | Gehäuse erhalten                                                                                                  |
| 1846–1848 | 6    | Borstendorf                      | Ev.-luth. Kirche                | Christian Friedrich Göthel-Orgel in Borstendorf                        | II/P    | 12       | Orgel erhalten |
| 1849–1850 | 7    | Grünhainichen                    | Ev.-luth. Kirche                |                                                                        | II/P    | 17       | Orgel erhalten |
| 1850–1851 | 8    | Thalheim                         | Ev.-luth. Kirche                |                                                                        | II/P    | 21       | nur Gehäuse noch vorhanden, 1923 neue Jehmlich-Orgel eingebaut                                                    |
| 1853      | 9    | Freiberg                         | Seminar                         |                                                                        |         |          | Positiv, nach 1856 ins Seminar Nossen versetzt, Verbleib unbekannt                                                |
| 1854–1855 | 10   | Niederbobritzsch                 | Ev.-luth. Kirche                |                                                                        | II/P    | 21       | Orgel erhalten |
| um 1856   | 11   | Linda                            | Ev.-luth. Kapelle               | Orgel-Positiv von Christian Friedrich Göthel in der Kapelle Linda      | I       | 4        | Positiv, erhalten                                                                                                 |
| 1858      | 12   | Chemnitz                         | St. Johann Nepomuk              |                                                                        | II      | 12       | Nach Walter 1913 ersetzt durch Neubau von Jehmlich (II/20) im Gehäuse von Göthel; Kirche und Orgel 1945 zerstört. |
| 1859      | 13   | Chemnitz                         | Ev.-luth. St.-Nicolai-Kirche    |                                                                        | I       | 9        | Orgel, 1882 versetzt nach Kleinrückerswalde; erhalten                                                             |
| 1860–1861 | 14   | Jöhstadt                         | Ev.-luth. Kirche                |                                                                        | II/P    | 24       | Orgel mehrfach umgebaut, aber weitgehend erhalten und 1997 von Georg Wünning rekonstruiert                        |
| 1861      | 15   | Reichenau                        | Schule                          |                                                                        |         |          | Positiv, Register und Verbleib unbekannt                                                                          |
| 1862      | 16   | Dittersbach                      | Ev.-luth. Kirche                | Göthel-Orgel in der Kirche Dittersbach bei Frauenstein                 | I/P     | 11       | Orgel 2023/24 restauriert von der Fa. Orgelbau Christoph Rühle Moritzburg.                                        |
| 1863      | 17   | Leukersdorf                      | Ev.-luth. Kirche                | Göthel.Orgel in Leukersdorf                                            | II/P    | 15       | Orgel erhalten |
| 1863      | 18   | Simselwitz                       | Ev.-luth. Kirche                | Göthel-Orgel in der Kirche Simselwitz                                  | I/P     | 7        | nördlichste Orgel, einzige erhaltene Orgel Göthels mit original Zinn-Prospektpfeifen                              |
| 1863–1865 | 19   | Eppendorf                        | Ev.-luth. Kirche                |                                                                        | II/P    | 24       | Orgel erhalten |
| 1866–1867 | 20   | Althilbersdorf, heute Chemnitz   | St.-Trinitatis-Kirche           |                                                                        | II/P    | 16       | Orgelzustand: unbekannt                                                                                           |
| 1866–1867 | 21   | Grünlichtenberg                  | Ev.-luth. St.-Nikolai-Kirche    |                                                                        | II/P    | 21       | Orgelzustand: sehr gut, 2016/2017 restauriert von Rühle, „Orgel des Monats Januar 2017“                           |
| 1868–1869 | 22   | Gahlenz                          | Ev.-luth. Kirche                | Orgel von Christian Friedrich Göthel in der Kirche Gahlenz             | II/P    | 16       | Orgelzustand: sehr gut                                                                                            |
| 1870      | 23   | Annaberg-Buchholz                | altes Seminar                   |                                                                        |         |          | Positiv, Register und Verbleib unbekannt.                                                                         |
| 1869–1870 | 24   | Schönbrunn                       | Ev.-luth. Kirche                |                                                                        | II/P    | 14       | 1960 umgebaut und auf 17 Register erweitert. Zustand: gut                                                         |
| 1870–1872 | 25   | Großolbersdorf                   | Kirche Großolbersdorf           |                                                                        | I/P     | 12       | Gehäuse erhalten, 2001 Orgelwerk von Georg Wünning                                                                |
| 1873      | 26   | Leubsdorf                        | Ev.-luth. Kirche                |                                                                        | II/P    | 17       | Letztes Werk Göthels (hauptsächlich von Schäf erbaut), leicht verändert erhalten                                  |
| ?         |      | Streckewalde                     | Schule                          |                                                                        |         |          | Positiv, undatiert, Verbleib unbekannt                                                                            |
| ?         |      | Witzschdorf                      | Schule                          |                                                                        |         |          | Positiv, undatiert, Verbleib unbekannt                                                                            |
| ?         |      | Nossen                           | Seminar                         |                                                                        |         |          | mindestens 2 Überorgeln, Verbleib unbekannt                                                                       |